# Джордж Лейкъф
Джордж П. Лейкъф (на английски: George Lakoff, р. 24 май 1941) е американски когнитивен лингвист и професор по лингвистика в Калифорнийския университет в Бъркли. Макар че част от неговите изследвания включват въпроси, традиционно изследвани от лингвистите, като например състоянията, при които определени лингвистични конструкции са граматически верни, той е известен най-вече с идеите си за централното място на метафората за човешкото мислене, политическото поведение и обществото.

## Биография
Завършва Масачузетския технологичен институт (MIT) през 1962 г. със степен по английска литература и математика. Неговите преподаватели по лингвистика в MIT са Роман Якобсон, Морис Хале и Ноам Чомски. През 1966 г. получава докторска степен от университета в Индиана. От 1965 до 1969 г. преподава лингвистика в Харвардския университет. От 1972 г. до пенсионирането си през 2016 г. е професор в Калифорнийския университет в Бъркли.
Като ученик на Чомски, той първоначално работи в областта на генеративната трансформационна граматика и през 60-те години на XX век развива своята генеративна семантика като алтернатива на интерпретативната семантика, замислена от Джералд Кац и Джери Фодор и възприета от Чомски. В този контекст академичният дебат, известен като „лингвистичните войни“ – неограничен единствено до лингвистиката – възниква през 60-те и 70-те години между Чомски, Лейкъф и техните последователи. В резултат на това Лейкъф се насочва към новата си специалност, която е в противоречие с изследванията на Чомски: когнитивната лингвистика. 
През последните десетилетия той все повече се включва в политиката на САЩ. През юни 2003 г. той основава Rockridge Institute, мозъчен тръст, който съветва политици от Демократическата партия. В края на април 2008 г. се налага институтът да бъде закрит поради проблеми с финансирането.